# DENIC
德国互联网信息中心（DENIC eG）是德国國家地區代碼頂級域.de域名的管理者。
2005年，它是希望赢得ICANN提供的运营.net顶级域名合同的五个投标人之一。

## 词源
國家和地區頂級域（ccTLD）中“DE”（“.de”）指德国。另见域名注册局（NIC）。